# Renato Zaccarelli
Renato Zaccarelli (Ancona, 18 de enero de 1951) es un exfutbolista italiano. Durante su carrera jugó en Catania Calcio, Novara Calcio, Hellas Verona y Torino FC,
Con el Torino FC ganó en 1976 el campeonato de la Serie A. Participó en la selección de su país desde 1975 a 1980, disputando la Copa Mundial de Fútbol de 1978 en Argentina donde anotó el gol en la victoria 2-1 ante Francia en primera fase. Además jugó la Eurocopa de 1980.